# Christopher Völk
Christopher Völk (* 15. September 1988 in Regensburg) ist ein deutscher Judoka, der in der Gewichtsklasse bis 73 kg antritt.
Völk startet bereits seit 2004 bei nationalen und internationalen Turnieren. 2007 war er deutscher Juniorenmeister und gewann die Bronzemedaille bei den Junioreneuropameisterschaften. Ab 2009 belegte er vier Jahre lang jedes Jahr einmal den zweiten Platz bei einem internationalen Turnier, 2009 beim Weltcup in Warschau, 2010 beim Weltcup in Lissabon, 2011 beim Grand Slam in Moskau und 2012 beim Grand Slam in Paris. Bei den Judo-Europameisterschaften 2011 in Istanbul gehörte er zum deutschen Team, das die Bronzemedaille in der Mannschaftswertung gewann. Völk ist für die Olympischen Spiele 2012 in London nominiert, schied dort jedoch in der ersten Runde aus.
In der Judo-Bundesliga startet Völk für seinen Heimatverein TSV Abensberg, mit dem er schon mehrfach deutscher Mannschaftsmeister war.